# Gotthardsberg

Gotthardsberg är en herrgård i Lerbo socken, Katrineholms kommun.
Gotthardberg hette fram till 1700-talet Ökna och blev säteri under 1600-talet. Manbyggnaden utgörs av ett fästningsliknande putsat stenhus uppfört mellan 1750 och 1778. Flygeln som består av ett rödfärgat hus i två våningar, även detta från 1700-talet. Två stolpbodar fanns tidigare här men flyttades på 1930-talet till Valsta i Sköldinge socken.